# Joseph-Marie Quérard

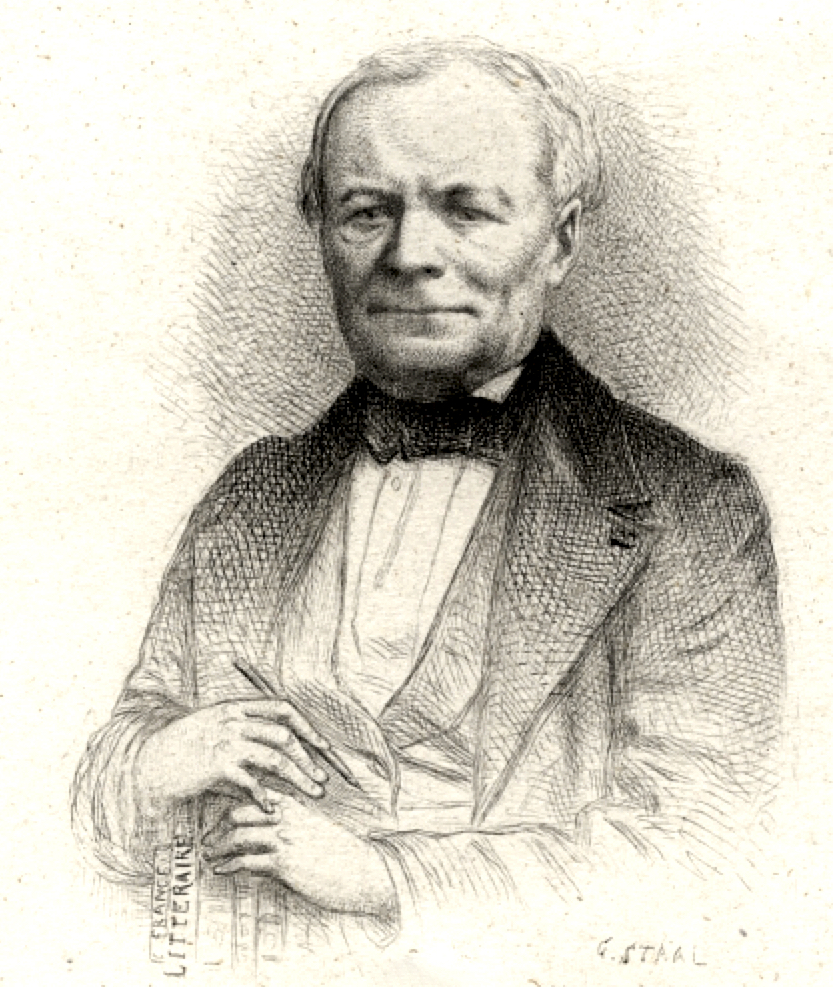
Joseph-Marie Quérard.

Joseph-Marie Quérard, född den 25 december 1797 i Rennes, död den 3 december 1865 i Paris, var en fransk bibliograf.
Quérard utgav det viktiga arbetet La France littéraire ou dictionnaire bibliographique des savants, historiens et gens de lettres de France et cetera (1826–1839; supplement 1854–1864). Som en fortsättning till detta började han därefter utgivandet av La littérature française contemporaine (1842–1857). Les supercheries littéraires dévoilées, galerie des auteurs apocryphes, supposés et cetera (1847–1853; 2:a upplagan, utgiven av Charles Brunet och Pierre Jannet, 1869–1870), vilket efterföljdes av Les écrivains pseudonymes (1854–1864). Efter Quérards död utkom Livres à clef (1873) och Livres perdus (1892).